# Якубу Айегбени
Якубу Айегбени (на английски: Yakubu Aiyegbeni, роден на 22 ноември 1982 г.) е бивш нигерийски футболист, който играеше като нападател.

## Кариера

### Макаби Хайфа
Якубу започва своята кариера в израелсия отбор Макаби Хайфа. След като вкарва 7 гола в 8 мача в европейските турнири (включително и при победата над Манчестър Юнайтед), Якубу е закупен от Портсмут за траснферна сума от около £10 000 000.

### Портсмут
Айегбени вкарва 16 гола в 35 мача за отбора във Висшата лига на Англия. Много отбори проявяват интерес към нигериеца, като впоследствие той се присъединява към тима на Мидълзбро.

### Мидълзбро
Тимът закупува национала на Нигерия за £7 500 000 през сезон 2004-05 г. Якубу вкарва дузпа за Боро срещу италианския гранд Рома, която класира отбора на 1/8 финал за купата на УЕФА. През сезон 2007-08 г., Якубу е купен от Евертън за траснферна сума от £11 250 000.

### Евертън
Вместо да играе с номер 9, мощния нападател избира номер 22 – броя на головете, които иска да вкара за Евертън през дебютния му сезон. Отнема му само 11 минути да се разпише срещу Болтън Уондърърс в дебютния си мач, който „карамелите“ печелят с 2:1. Първият му хеттрик е срещу Фулъм при победата на „мърсисайдци“ с 3:0 в Ливърпул. Якубу играе и вкарва дузпа за националния отбор на Нигерия, който отпада на 1/4-финалите за Купата на африканските нации от Гана, след като ганайците успяват да обърнат мача. В крайна сметка, Якубу завършва сезона с 15 гола във Висшата лига и 21 гола във всички състезания. Якубу става голмайстор на Евертън.
През сезон 2008-2009 г., Якубу успява да вкара своя гол номер 100 в английския футбол, което го прави най-резултатния африкански играч в историята на Висшата лига. Скъсано ахилесово сухожилие го изкарва до края на сезона, при гостуването на Евертън в Лондон и победата на „карамелите“ над Тотнъм Хотспър.